# Радченко, Людмила Владимировна
Людми́ла Влади́мировна Ра́дченко (род. 11 ноября 1978, Омск, СССР) — российская модель, итальянская телеведущая, актриса, художник, дизайнер.

## Биография
Людмила Радченко родилась 11 ноября 1978 года в Омске.
В 1997 году представляла Омск на национальном конкурсе красоты «Мисс Россия». После конкурса участвовала в съёмках телепрограмм Москвы и Санкт-Петербурга.
В 2000 году переехала в Италию. В 2001 году работала соведущей телепрограммы «Passaparola» на «Canale 5». В 2003 году снималась в программе «Spicy Tg» на телеканале «Антенна 3».
В 2004 году позировала для журнала «Fox». В 2005 году участвовала в реалити-шоу «La Talpa».
В 2007 году участвовала в программе «Мелодии и поклонники». Затем — в реалити-шоу телекомпании «Sky Vivo».
В 2008 году снималась в фильме «A Light Of Passion».
После «La Talpa» начала заниматься живописью в стиле поп-арт, выставляла работы в Милане.
Обучалась живописи в Нью-Йорке. В 2010 году участвовала в международной художественной акции «Парад коров».
Демонстрировала свои работы на миланском арт-триенале. Провела собственную выставку в Музее современного искусства в Лукке. Участвовала в международной выставке «Gemlucart» в Монако.
Работы Людмилы Радченко выставлялись в художественной галерее «Crown Fine Art» (Сохо, Нью-Йорк).
Участвовала в создании социального видеоролика, снятого по заказу итальянского отельера с целью донести до русских туристов правила местного этикета.

## Телекарьера
- La sai l'ultima? (2001)
- Passaparola (2001—2002)
- Spicy Tg (2003)
- La talpa (2005)
- On the Road (2006)
- Tuning and Fanatics (2007)
- Reality Game (2007)
- Modeland (2008)

## Фильмография
Как актриса Людмила Радченко снялась в следующих фильмах:
| Год  | Название                               | Роль   | Замечания     |
| ---- | -------------------------------------- | ------ | ------------- |
| 2005 | Il viaggio                             |        |               |
| 2006 | R.I.S. Delitti imperfetti              |        | 2 эпизода     |
| 2006 | A Light of Passion                     |        |               |
| 2008 | Scaccomatto                            |        | Короткие      |
| 2009 | L'ispettore Coliandro: Sesso e segreti |        | TV-фильм      |
| 2009 | Un posto al sole d'estate              | Наташа | мыльная опера |
| 2010 | Ganja Fiction                          | Luna   | Фильм         |

## Модельные агентства
- Urban Management
- Gwen Management